# A.A.A.Achille
A.A.A.Achille è un film del 2001 diretto da Giovanni Albanese.
La pellicola è stata coinvolta nel fallimento della società di produzione Cecchi Gori Group ed è stata bloccata per tre anni, prima di venire distribuita nelle sale cinematografiche nel 2003 dalla Medusa Film.
Il titolo si riferisce al tema del film, la balbuzie, da cui sono affetti i protagonisti.

## Trama
Achille è un gioviale bambino che recentemente ha perso il padre, in reazione al lutto inizia a eccedere in comportamenti aggressivi ma soprattutto manifesta i sintomi tipici della balbuzia. Achille avverte l'esigenza di isolarsi un po' dalle persone per elaborare il proprio lutto, ma la madre e gli zii non potendo tollerare la sua diversità nella maniera più assoluta lo portano a Villa Agorà, un centro di cura per persone affette dalle più variegate disabilità verbali, gestito dal dottor Aglieri.
Il bambino conosce Remo, un logopedista nonché inventore, egli convince Aglieri ad assumerlo alla clinica, anche Remo in passato soffriva di balbuzia, in breve tempo lui e Achille diventano buoni amici, tanto che con lui Achille (parlando del defunto padre) senza accorgersene è stato capace di conversare con Remo senza balbettare, quando ne prende coscienza si arrabbia con l'uomo, appare sempre più evidente che Achille non soffre di balbuzia ma che in realtà il suo atteggiamento è solo un modo per affrontare la morte del genitore.
Remo inizia a provare dei sentimenti per la bella e giovane Alessandra, anche lei ospite della clinica per via della sua balbuzia. Remo non condivide i metodi di Aglieri, il quale si rivela un uomo superficiale e privo di empatia, infatti egli non si cura del benessere dei pazienti, usando approcci poco convenzionali Aglieri mira a eliminare la loro balbuzia, davanti a lui Achille e gli altri pazienti si sentono solo giudicati.
Fuggito da Villa Agorà, Achille decide di tornare a casa, Remo lo raggiunge e lo porta lui personalmente dalla famiglia, rimane disgustato dalla mancanza di sensibilità dei parenti di Achille che chiaramente non gradiscono la sua presenza, tanto che la zia minaccia di buttare via il plastico che il bambino aveva realizzato con il padre e di mandarlo in un collegio qualora scelga di non tornare a Villa Agorà, Remo comprende che il malessere di Achille è dovuto proprio all'invadenza della sua stessa famiglia.
Il dottor Aglieri, contro il parere di Remo, porta i pazienti al centro commerciale, vuole metterli alla prova vedendo se sono capaci di interagire con le persone e favorire il loro reinserimento nella società. L'esperimento si rivela un fallimento, senza volerlo i pazienti provocano solo danni nel centro commerciale, Remo va lì portandoli via, decide però di concedersi un po' di svago con tutti loro trascorrendo una giornata al mare in allegria, riportando il buon umore nel gruppo. Alessandra va a trovare Remo a casa sua e i due fanno l'amore.
È il momento per i pazienti di lasciare Villa Agorà e di tornare dalle proprie famiglie, Remo invece decide di dare le dimissioni non volendo più lavorare lì, Aglieri preferendo considerare i pazienti uscenti come a un "corso sfortunato" si prepara ad accogliere nuovi ospiti, tuttavia tra coloro che lasciano la clinica ci sono alcuni che iniziano a dare segni di miglioramento. Remo si separa da Alessandra anche se è evidente che tra i due c'è il desiderio di rivedersi. Ormai Achille ha superato la propria balbuzia, tuttavia quando la madre e gli zii vengono a prenderlo si mette a balbettare davanti a loro, chiaramente per il gusto di non dare alcuna soddisfazione alla famiglia.
Achille saluta Remo facendogli dono della trottola luminascente che il padre gli aveva regalato per il suo compleanno, Remo si ritiene più che soddisfatto perché Achille lo ha reputato degno della propria fiducia.

## Produzione

### Cast
Il regista ha voluto nel cast due attori pugliesi: Loris Pazienza di San Giovanni Rotondo e Sergio Rubini di Grumo Appula (a sua volta regista). Essi si affiancano a Helene Sevaux, Paolo Bonacelli e Enrico Carlo Maria Roberto De Finis.

### Riprese
La pellicola è stata girata a Foggia (in particolare nella città vecchia, in via Arpi e Cattedrale) e provincia, nelle località di Pizzomunno (Vieste: la scena del volo dell'angelo) ed allo scoglio della Gattarella sul Gargano.